# Brachioppiella biseriata
Brachioppiella biseriata är en kvalsterart som först beskrevs av Balogh och Sandór Mahunka 1975.  Brachioppiella biseriata ingår i släktet Brachioppiella och familjen Oppiidae. Inga underarter finns listade.